# Ousmane Bangoura
Pour les articles homonymes, voir Bangoura.
Ousmane Bangoura est un footballeur guinéen né le 1er décembre 1979 à Conakry. Il évoluait au poste d'attaquant.

## Biographie

### En club
Ousmane Au cours de sa carrière, il dispute 181 matchs en Division 2 française avec les Chamois niortais, pour 20 buts inscrits, et 27 matchs en première division belge avec l'équipe de Charleroi, pour deux buts inscrits. En Division 2, il inscrit un doublé le 12 septembre 1998, lors d'un match contre le FC Gueugnon.
En 2006, il est contraint d'arrêter prématurément sa carrière, à la suite de la perte de l'usage de l'œil droit, à la suite d'un contact lors d'un match du championnat de Chine qui oppose son club, le Shenyang Ginde, au Qingdao Zhongneng. En effet, lors d'un contact avec Lu Gang, il reçoit un violent coup de crampon à l'œil. 
En équipe nationale, il participe avec l'équipe des moins de 17 ans à la Coupe du monde des moins de 17 ans 1995 organisée en Équateur. Lors du mondial junior, il joue trois matchs : contre le Costa Rica, le Portugal, et enfin l'Argentine.
Ousmane Bangoura reçoit six sélections en équipe de Guinée entre 2004 et 2006, inscrivant cinq buts.
Il participe à la Coupe d'Afrique des nations 2006 avec l'équipe de Guinée. Lors de cette compétition, il inscrit un but contre l'Afrique du Sud, puis un but contre la Tunisie. La Guinée atteint les quarts de finale de la compétition, en étant battue par le Sénégal.
Ousmane Bangoura reçoit du temps de jeu lors de deux matchs comptant pour les éliminatoires du mondial 2006. Lors de la phase de groupe, à l'occasion de la 2e partie du Syli national, il monte au jeu à la 72e minute contre le Malawi, en replacement d'Abdoul Karim Sylla. Pour la dernière rencontre, au Botswana, alors que la Guinée est mathématiquement éliminée, il monte au jeu au repos, en même temps que son homonyme Ibrahima pour Ibrahima Sory Camara et Souleymane Youla. Son équipe est menée depuis la 35e minute, mais Ousmane plante un double en l'espace de trois minutes pour offrir le succès aux siens. À cette occasion, il inscrit un doublé contre le Botswana. La Guinée termine troisième de son groupe derrière la Tunisie (qualifiée) et le Maroc.
En janvier 2006, pendant la CAN 2006 en Égypte, Ousmane Bangoura inscrit deux buts. Il scelle la victoire (0-2) contre l'Afrique du Sud et ouvre la marque à l'occasion du succès (3-0) contre Tunisie. Victorieux de son groupe, le "Syli national" est battu en quarts de finale par le Sénégal (2-3).

## Carrière
| Année   | Club                | Pays     |
| ------- | ------------------- | -------- |
| 1996    | Étoile de Guinée    | Guinée   |
| 1997    | Étoile de Guinée    | Guinée   |
| 1997-98 | Chamois niortais FC | France   |
| 1998-99 | Chamois niortais FC | France   |
| 1999-00 | Chamois niortais FC | France   |
| 2000-01 | Chamois niortais FC | France   |
| 2001-02 | Chamois niortais FC | France   |
| 2002-03 | Chamois niortais FC | France   |
| 2003-04 | Chamois niortais FC | France   |
| 2004-05 | Charleroi SC        | Belgique |
| 2005-06 | Charleroi SC        | Belgique |
| 2006    | Shenyang Ginde      | Chine    |
| 2013-14 | FC Sud Gâtine       | France   |

## Palmarès
- Demi-finaliste de la Coupe de la Ligue française en 2001 avec les Chamois niortais
- Quart de finaliste de la Coupe d'Afrique des nations 2006 avec l'équipe de Guinée